# Bartková (Niżne Tatry)
Bartková (1790 m) –  szczyt we wschodniej części głównego grzbietu Niżnych Tatr na Słowacji. Znajduje się pomiędzy szczytem Orlová (1840 m) i przełęczą Ždiarske sedlo (1473 m) oddzielającą go od Andrejcovej (Andrejcová, 1520 m). W kierunku północnym, do Doliny Zdziarskiej (Ždiarska dolina) odchodzi od niego krótki boczny grzbiet opływany przez 2 potoki: Staníkov potok i Podpeklianka. W kierunku południowym, sporo poniżej szczytu, w stoki Bartkovej wcinają się dwa potoki: Skalný potok i Kopanický potok (obydwa w dorzeczu Hronu).
Nazwę szczytu utworzono od znajdującej się na jego grzbiecie hali Bartková. Cały główny grzbiet Niżnych Tatr na odcinku między szczytami Bartková i Kráľova hoľa to naturalne, porośnięte trawami piętro halne, miejscami przetykane głazami. Dzięki temu rozciąga się z niego dookólna panorama widokowa. Dobrze widoczny jest stąd pobliski łańcuch Tatr.
Szczyt Bartkovej jest kamienisty, stoki są łagodne i trawiaste. Przez szczyt biegnie znakowany czerwono główny, graniowy szlak Niżnych Tatr – Cesta hrdinov SNP.

## Szlak turystyczny
odcinek: Telgárt – Kráľova hoľa – Stredná hoľa – Orlová – Bartková – Ždiarske sedlo – Andrejcová – Priehybka – Veľká Vápenica – Priehyba – Kolesárová – Oravcová (przełęcz) – Oravcová (szczyt) – Zadná hoľa – Ramža – Jánov grúň – Bacúšske sedlo – Sedlo za Lenovou – Czertowica – Kumštové sedlo – Králička – Schronisko Štefánika

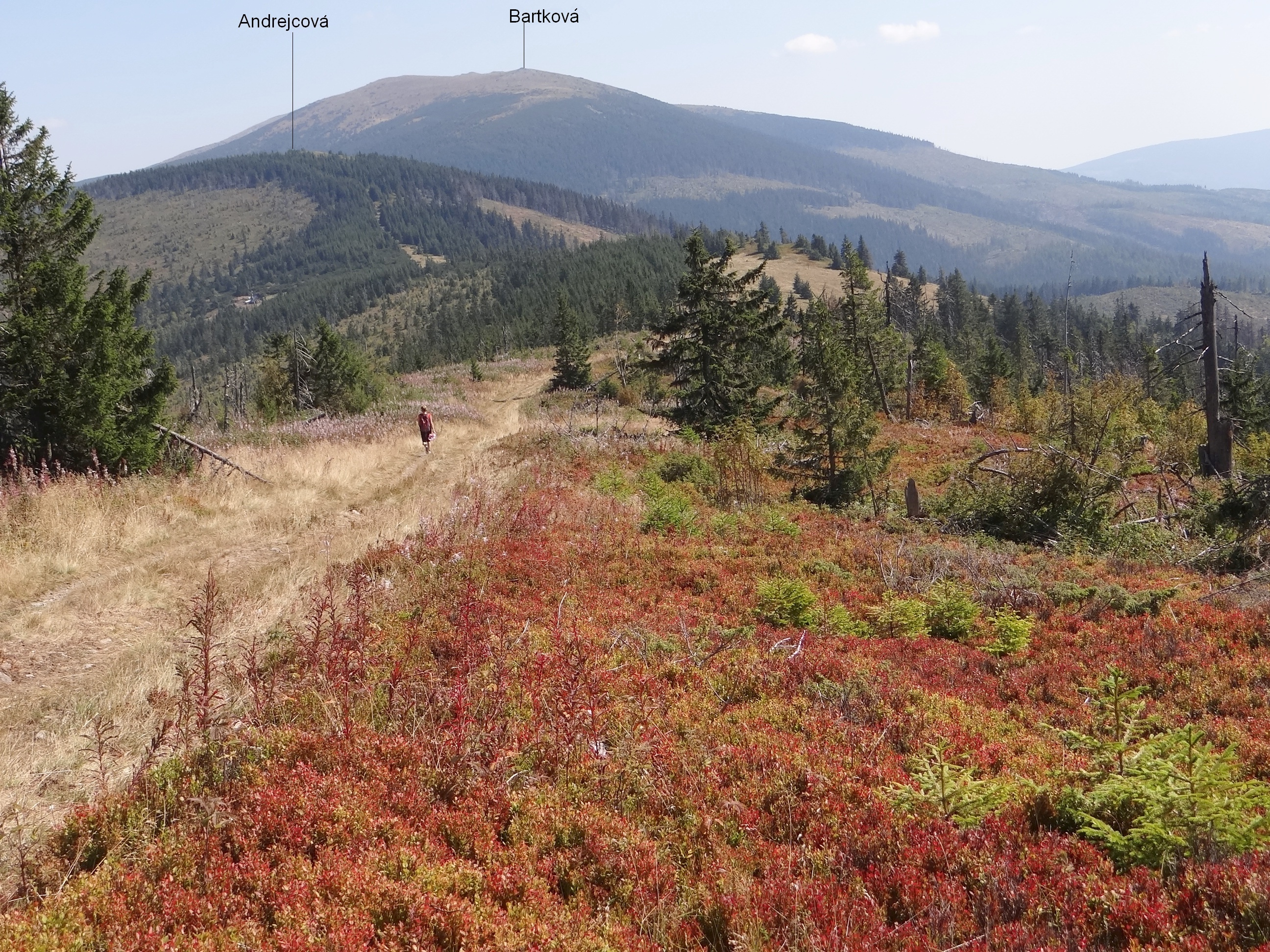
Widok z zachodu
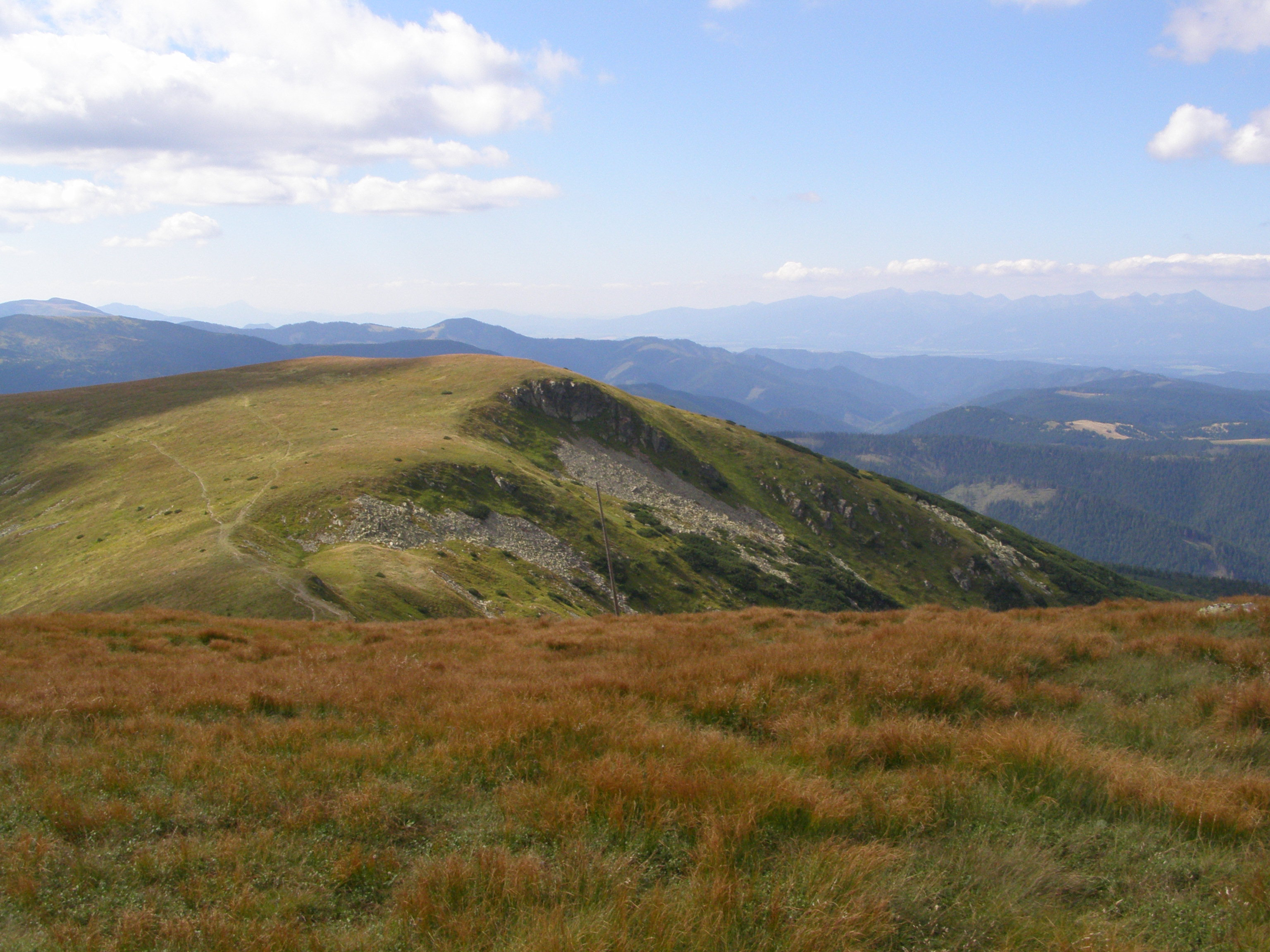
Widok z Orlovej
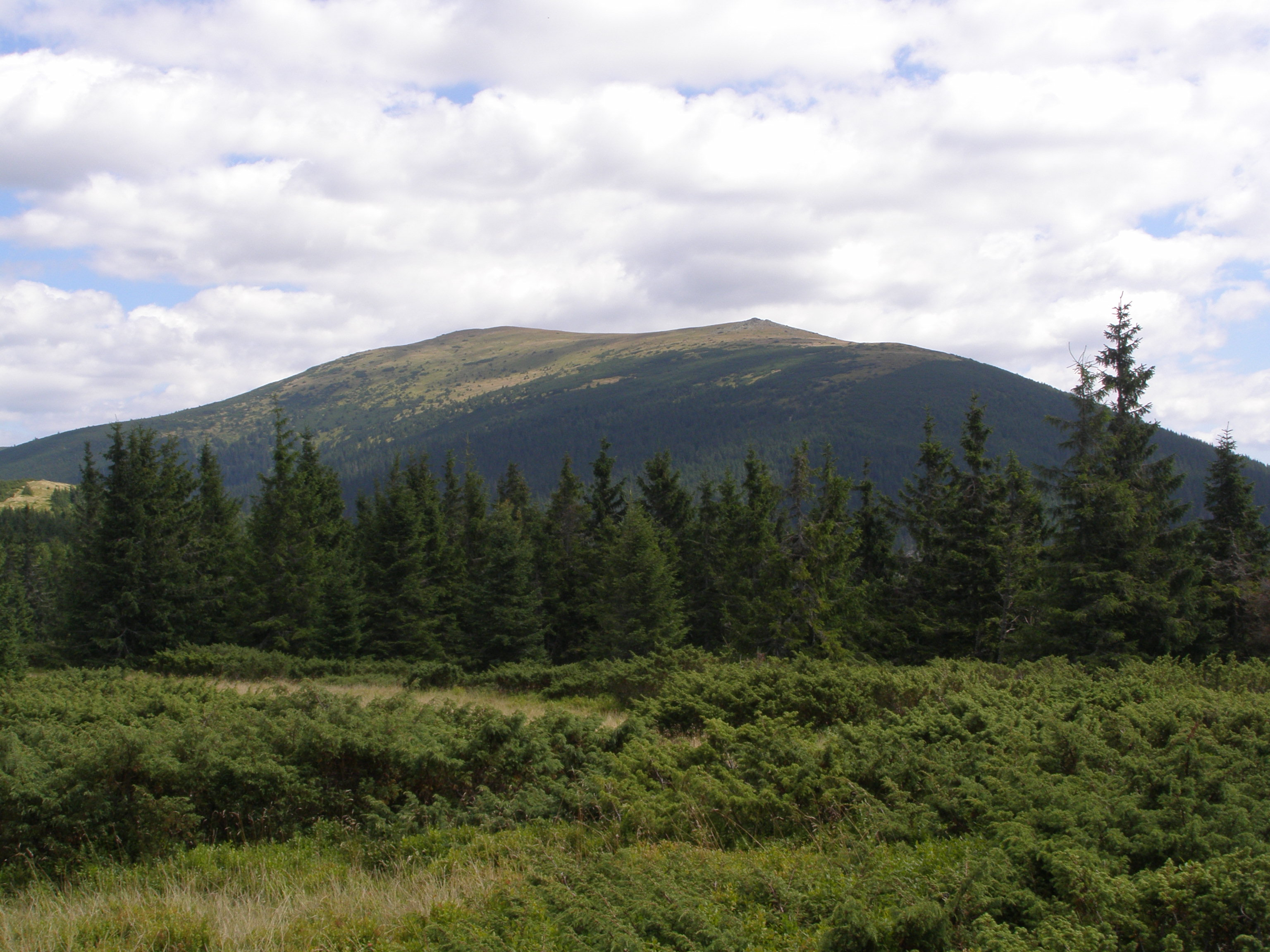
Widok z Andrejcovej